# Бутаев, Аллон Асланович
Аллон Асланович Бутаев (7 сентября 1996, Црау, Алагирский район, Северная Осетия, Россия) — российский футболист, полузащитник.

## Биография
Футболом начал заниматься в родном селе Црау. В лет 14-15, по наставлению отца поехал во Владикавказ, занимался в «Юности» у Алана Дудиева. Отправился на просмотр в московский «Спартак», 2-3 дня потренировался, провёл матч, даже забил, тренер был доволен, а затем сказал, что не может меня оставить, несмотря на то, что очень хочет[стиль]. После чего он уехал в интернат «Рубина» и провел в Казани два года. В 2017 году играл за «Дигору» на чемпионате республики, потом поиграл за тихорецкий «Труд». В 2016 году перешёл во владикавказский «Спартак». С 2019 года играет в «Алании», возрождённой на базе «Спартака». 10 мая 2022 года в составе «Алании» принимал участие в выездном полуфинальном матче против московского «Динамо», проведя на поле всю игру.